# Megachile reepeni
Megachile reepeni là một loài Hymenoptera trong họ Megachilidae. Loài này được Friese mô tả khoa học năm 1918.